# Baz Bahadur
Baz Bahadur fou rei de Malwa abans de la conquesta mogol.
Era fill de Shudja Khan i parent de Shir Shah Sur. Quan aquest va conquerir Malwa va nomenar governador al pare (1554) que va morir al cap de molt poc (1555) i llavors Baz Bahadur va assassinar al seu germà Dawlat Khan (governador d'Ujjain) i es va fer proclamar sultà. Amb poc temps va posar la major part de Malwa sota el seu domini efectiu i va expulsar al seu germà petit Mustafa Khan a fugir del seu govern a Raisin i Bhilsa.
El 1560 un exèrcit mogol sota comandament d'Adham Khan es va dirigir a la zona i Baz Bahadur va haver d'abandonar la seva capital Mandu. Pir Muhammad va substituir Adham Khan però fou derrotat per Baz Bahadur (1561), però reforços mogols arribats el 1562 el van forçar a fugir cap als turons de Gondwana. Des d'allí va fer alguns atacs guerrillers però finalment el 1570 es va sotmetre a Akbar el Gran i va rebre un mansab de 2000.
Va morir no gaire temps després en data incerta, probablement el 1588, i segurament fou enterrat a Agra o a Ujjain.
La seva fama principal deriva dels seus afers amorosos amb la seva concubina Rupmati (+ vers 1562 a Sarangpur), a la que va compondre cants i poesies. Un estil de pintura apassionada de l'Índia central rep el seu nom.